# Lilian Kummer
Lilian Kummer (* 8. Juli 1975 in Riederalp) ist eine ehemalige Schweizer Skirennfahrerin. Sie fuhr hauptsächlich Riesenslaloms.
Im Verlaufe ihrer Karriere gewann Kummer ein Weltcup-Rennen, am 28. Dezember 2001 den Riesenslalom in Lienz. Ihr bestes Ergebnis bei Weltmeisterschaften war 2001 ein vierter Platz im Riesenslalom in St. Anton am Arlberg. Bei ihrer einzigen Teilnahme an Olympischen Spielen (2002 in Salt Lake City) schied sie im ersten Lauf des Riesenslaloms aus.
In der Saison 2000/01 gewann Kummer die Gesamtwertung des Europacups und wurde zweimal Schweizer Meisterin (1999 im Slalom, 2004 im Riesenslalom). Ende der Saison 2003/04 trat sie zurück.